# Sher Berinj
Sher Berinj (còn gọi là sheer berenj hoặc sheer birinj) là một loại bánh pudding gạo có hương vị nước hoa hồng, kèm các loại gia vị như quế hoặc bạch đậu khấu và thường chứa hạnh nhân. Đây là loại bánh khá phổ biến đối với nhiều quốc gia tiếp giáp Ba Tư cổ đại hoặc trong khu vực bao gồm Afghanistan, Iran và Azerbaijan. Món này có thể được hâm nóng hoặc ướp lạnh dùng làm tráng miệng.